# روبین گوزنس
روبین گوزِنْس (آلمانی: Robin Gosens؛ زادهٔ ۵ ژوئیهٔ ۱۹۹۴) بازیکن فوتبال اهل آلمان است که برای باشگاه فوتبال فیورنتینا در پست مدافع بازی می‌کند.

## افتخارات

### باشگاهی
اینتر میلان
- جام حذفی فوتبال ایتالیا(۲): ۲۲–۲۰۲۱، ۲۳–۲۰۲۲
- سوپر جام فوتبال ایتالیا(۲): ۲۰۲۱، ۲۰۲۲
- لیگ قهرمانان اروپا: ۲۳–۲۰۲۲ (نایب‌قهرمان)

### شخصی
- تیم منتخب سری آ: ۲۰–۲۰۱۹

## آمار ملی

### گل‌های ملی
| شماره | تاریخ        | میزبان   | بازی ملی | حریف   | نتیجه | رقابت                 |
| ----- | ------------ | -------- | -------- | ------ | ----- | --------------------- |
| ۱     | ۷ ژوئن ۲۰۲۱  | دوسلدورف | ۷        | لتونی  | ۷–۱   | دوستانه               |
| ۲     | ۱۹ ژوئن ۲۰۲۱ | مونیخ    | ۹        | پرتغال | ۴–۲   | جام ملت‌های اروپا ۲۰۲۰ |

### بازی‌های ملی
تا تاریخ ۱۷ اکتبر ۲۰۲۳
| آلمان | آلمان | آلمان | آلمان  |
| سال   | بازی  | گل    | پاس گل |
| ----- | ----- | ----- | ------ |
| ۲۰۲۰  | ۴     | ۰     | ۱      |
| ۲۰۲۱  | ۹     | ۲     | ۳      |
| ۲۰۲۲  | ۱     | ۰     | ۰      |
| ۲۰۲۳  | ۶     | ۰     | ۲      |
| مجموع | ۲۰    | ۲     | ۶      |